# منطقه کلان‌شهری لکسینگتون-فایت
منطقه کلان‌شهری لکسینگتون-فایت (به انگلیسی: Lexington–Fayette metropolitan area) یک منطقهٔ مسکونی در ایالات متحده آمریکا است که در لکسینگتون، کنتاکی واقع شده‌است. منطقه کلان‌شهری لکسینگتون-فایت ۵۰۶٬۷۵۱ نفر جمعیت دارد.